# Fred Saberhagen
Fred Saberhagen, nome completo Frederick Thomas Saberhagen (Chicago, 18 maggio 1930 – Albuquerque, 29 giugno 2007), è stato un autore di fantascienza statunitense, in particolare di space opera militare, e di fantasy.

## Biografia
È stato un veterano dell'aviazione militare, un appassionato di scacchi e karate e uno scrittore professionista che ha lavorato a lungo nel mondo dell'editoria. Fra l'altro, dal 1967 al 1973 ha collaborato all'Encyclopedia Britannica per cui ha compilato, tra le tante, la voce relativa alla fantascienza.
Come scrittore di fantascienza esordì nel 1961 con un racconto su Galaxy, mentre il suo primo romanzo, una storia di persone dai forti poteri PSI, THe Golden People, era del 1964.
Scrisse diverse saghe fantascientifiche, fra cui quella che gli ha dato la notorietà dei Berserker (edita in italiano in parte dalla collana Urania). Questo nome, derivato dallo scandinavo e che indica i guerrieri colpiti da amok, follia omicida, è quello di enormi astronavi da guerra, autocomandate e autoriproducentesi che, costruite millenni or sono da una razza ora estinta, si battono contro tutte le forme di vita. Questo ciclo ci fornisce la chiave per comprendere Saberhagen, il cui tema di base è la lotta della vita contro la morte. In una serie di scritti in cui si rivolta completamente il luogo comune dell'eroe positivo che combatte il male per costruirne l'impianto attorno a un nemico comune, chi si avvale di questo conflitto è la "vita" stessa, in quanto è costretta a progredire come mai avrebbe fatto se non fosse stata sottoposta  a uno stimolo continuo dalla sfida di questi irriducibili nemici. Berserker è una space-opera in cui si innesta una speculazione sulla natura della società umana.
Malgrado questo, Saberhagen non è né un sentimentale né uno che si rifugia nell'ironia: le sue entità aliene rimangono sempre tali, estremamente "diverse" da noi, non soffrono di ambiguità comportamentali come in altri autori.
Non era certo un maestro di stile ma aveva una profonda convinzione nella costruzione dei suoi personaggi: poiché crede sinceramente in quello che narra, costringe anche il lettore a credere a quello che sta leggendo.
Oltre alla serie dei Berserker, Saberhagen ha scritto una trilogia di fantascienza, The Empire of the East, in cui le leggi scientifiche sono tradotte nelle regole della magia e viceversa.
La sua ispirazione a volte attingeva alla letteratura, all'arte, al mito, alla teologia, alla storia: è facile trovare nei suoi scritti personaggi ispirati a Francesco d'Assisi, a Galileo Galilei, a Teilhard de Chardin. Alcuni dei suoi romanzi hanno Dracula a protagonista: un Dracula alieno animato da un forte senso della giustizia.
Negli ultimi anni della sua vita si stabilì ad Albuquerque, nel Nuovo Messico.
Nell'agosto del 2005 rivelò che gli era stato diagnosticato un cancro, che lo uccise due anni dopo.

## Opere

### Saga dei "Berserker"
1. 1967 - Il mondo dei Berserker (Berserker), Urania n. 1152
2. 1969 - Berserker! (Brother Assassin o Brother Berserker), Urania n. 1123
3. 1975 - Il pianeta Berserker (Berserker's Planet), Urania n. 1256
4. 1979 - L'uomo Berserker (Berserker Man), Urania n. 1133
5. 1979 - The Ultimate Enemy
6. 1981 - Le guerre dei Berserker (Berserker Wars) antologia di racconti, Urania n. 1174
7. 1984 - Berserker Base: A Collaberative Novel, scritta con vari autori
8. 1985 - Il trono dei Berserker (The Berserker Throne), Urania n. 1201
9. 1985 - Berserker: la morte azzurra (Berserker Blue Death), Urania n. 1233
10. 1987 - The Berserker Attack
11. 1991 - Berserker Lies
12. 1993 - I Berserker uccidono (Berserker Kill), Urania Argento n. 6
13. 1997 - La furia dei Berserker (Berserker Fury), Urania n. 1349
14. 1998 - Berserker: il titano d'acciaio (Shiva in Steel), Urania n. 1381
15. 2003 - Berserker Prime
16. 2003 - Berserker's Star
17. 2005 - Berserker Death
18. 2005 - Rogue Berserker

- 1974 - Ali dall'ombra (Wings Out of Shadow), racconto contenuto in Hallucination Orbit (id., 1983), Editori Riuniti 1985

### Saga di "Empire of the East"
1. 1968 - Le terre desolate (The Broken Lands), Urania Fantasy n. 17
2. 1971 - Le Montagne Nere (The Black Mountains), trad. Maurizio Carità, Urania Fantasy n. 41
3. 1973 - Il mondo di Ardneh (Changeling Earth o Ardneh's World), trad. Maurizio Carità, Urania Fantasy n. 48

### Saga di "Vlad Tapes"
- 1975 - Vampiro!  (The Dracula tape), Fanucci Editore 1992
- 1978 - Dossier Holmes Dracula (The Holmes-Dracula File),
apparso a puntate ne Il Giallo Mondadori dal n. 1682 al n. 1702 (esclusi i numeri 1683 e 1698)
- 1979 - An Old Friend of the Family
- 1980 - Thorn
- 1982 - Dominion
- 1990 - A Matter of Taste
- 1992 - Le ali nere del tempo (A Question of Time), Urania n. 1283
- 1994 - Seance for a Vampire
- 1996 - A Sharpness on the Neck
- 2000 - The Vlad Tapes

### Saga di "Book of the Swords"
1. 1983 - The First Book of Swords
2. 1983 - The Second Book of Swords
3. 1984 - The Third Book of Swords

### Altri romanzi
- 1981 - Dietro il muro (Specimens), Urania n. 710
- 1982 - Programma: uomo (Coils), Urania n. 1029 - con Roger Zelazny
- 1990 - Un bivio nel passato (The Black Throne), Urania n. 1195 - con Roger Zelazny
- 1992 - Dracula di Bram Stoker (Bram Stoker's Dracula), trasposizione letteraria del film omonimo di Francis Ford Coppola

### Racconti
- 1979 - Il caso dell'assassino di metallo (The Adventure of the Metal Murderer)
raccolto in Sherlock Holmes nel tempo e nello spazio, Arnoldo Mondadori Editore 1990